# قهوة في برلين
أوه بوي (بالألمانية: Oh boy)  هو الاسم الأصلي للفيلم بنسخته الألمانية، فيلم ألماني مأساوي عُرض عام 2012 أخرجه جان أولي جيرستر . يتميز بالعرض الأحادي للمشاهد باللونين الأبيض والأسود، هوأول أعمال المخرج ومشروع أطروحة الأكاديمية الألمانية للسينما والتلفزيون في برلين. في عام 2014 تم إصدار الفيلم في الولايات المتحدة تحت عنوان قهوة في برلين (بالإنجليزية: A Coffee in Berlin)‏.

## ملخص القصة
نيكو شاب يبحث عن معنى لحياته، يحاول ترك الجامعة بلا هدف سعيًا لحياةٍ أكثر منطقية، يقضي يومًا مصيريًا من خلال تجوله في شوارع برلين بحثًا عن القهوة ولا يجدها

## فريق التمثيل
- توم شيلينج - نيكو فيشر
- مارك هوسيمانن - ماتز
- فريدريك كيمبتير - جوليكا هوفمان
- جستس فون دوهنانيا - كارل سبيكنباخ
- كاتارينا شوتلر
- أرند كلاويتر - فيليب راوخ
- مارتن برامباخ - يورغ
- ستيفن يورجينز - رالف
- مايكل جواسديك - فريدريش
- أولريش نويتهين - والتر فيشر
- فريدريك لاو - Ronny

## روابط خارجية
- قهوة في برلين على موقع IMDb (الإنجليزية)
- قهوة في برلين على موقع ميتاكريتيك (الإنجليزية)
- قهوة في برلين على موقع روتن توميتوز (الإنجليزية)
- قهوة في برلين على موقع قاعدة بيانات الأفلام العربية
- قهوة في برلين على موقع ألو سيني (الفرنسية)
- قهوة في برلين على موقع Turner Classic Movies (الإنجليزية)
- قهوة في برلين على موقع أول موفي (الإنجليزية)
- قهوة في برلين على موقع بوكس أوفيس موجو (الإنجليزية)
- قهوة في برلين على موقع فيلمافينيتي (الإسبانية)
- قهوة في برلين على موقع قاعدة بيانات الفيلم (الإنجليزية)
- قهوة في برلين  في قاعدة بيانات الأفلام على الإنترنت (بالإنجليزية)